# Método de elementos de frontera

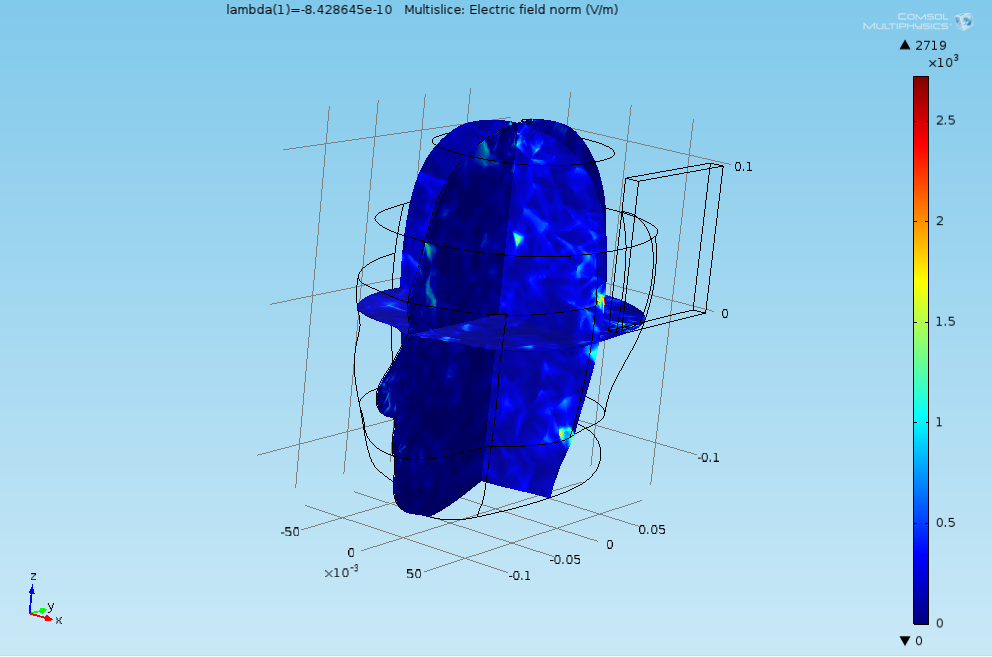
Normas de seguridad en el lugar de trabajo

El método de elementos de frontera, también conocido como método de elementos de contorno o método de elementos de borde (conocido como BEM por el inglés Boundary Element Method) es un método numérico para resolver ecuaciones en derivadas parciales lineales que han sido formuladas como ecuaciones integrales (en forma de integral sobre la frontera). Puede ser usado en muchas áreas de la ingeniería y ciencias incluyendo mecánica de fluidos, acústica, electromagnetismo, y mecánica de la fractura. (En electromagnetismo, el término más tradicional "método de los momentos" es comúnmente, pero no siempre, sinónimo de "método de elementos de frontera".)

## Bases matemáticas
La ecuación integral se puede considerar como una solución exacta de la ecuación diferencial parcial. El método de los elementos de frontera usa las condiciones de frontera dadas y las usa para resolver una ecuación integral en la frontera, en lugar de tomarse valores en todo el espacio definido por una ecuación diferencial parcial. Una vez hecho esto, en la etapa de post-procesamiento, la ecuación integral se puede utilizar de nuevo para calcular numéricamente la solución en cualquier punto deseado en el interior del dominio.
BEM es aplicable a problemas para los cuales se conoce una función de Green. Esto usualmente implica campos lineales en medios homogéneos. Esto restringe la generalidad de los problemas en los que el método se puede aplicar. En la formulación se pueden incluir también no linealidades, pero esto en general introduce integrales de volumen que requieren que se discretice el dominio, quitando una de las ventajas más resaltadas del método. Una técnica para tratar con las integrales de volumen sin necesidad de discretizarlo es el método de reciprocidad-dual. La técnica aproxima los integrando usando funciones bases radiales (funciones de interpolación locales) y convierte las integrales de volumen a integrales de superficie luego de usar colocación en algunos puntos seleccionados en el dominio (incluyendo la frontera). En el BEM de reciprocidad-dual, no hay necesidad de discretizar el volumen en mallas, las variables desconocidas en puntos al interior del dominio están relacionadas con la solución aproximada de las ecuaciones consideradas.
La forma de resolver el problema es discretizando la frontera en trozos denominados "elementos" y luego se forma un sistema de ecuaciones que se organiza en forma matricial y se soluciona numéricamente, los coeficientes de la matriz resultan de la "influencia" que tenga la función de Green en cierto elemento si la fuente está en otro elemento. Para obtener la matriz de coeficientes la función de Green debe ser integrada, ya sea sólo sobre los elementos con fuentes o sobre los elementos con fuentes y los elementos con reacciones. El método en el que las dos integraciones descritas son iguales es llamado "método de Galerkin". El costo computacional relacionado con una implementación simple del método de Galerkin es muy alto ya que se deben recorrer los elementos dos veces (entonces se tienen {\displaystyle n^{2}} pasadas). Por cada par de elementos se repite según la cantidad de puntos de Gauss que se usen en la integración, lo que introuce un factor multiplicativo del número de puntos de Gauss al cuadrado. 
Las funciones de Green, o soluciones fundamentales, suelen ser problemáticas a la hora de integrar ya que están basadas en una solución del sistema sujeto a una carga puntual (e.g. el campo eléctrico debido a una carga puntual). Integrar esas funciones singulares puede ser complicado, en el caso de elementos con geometrías simples (e.g. triángulos planos) se puede usar integración analítica. En el caso de elementos más generales, es posible diseñar esquemas puramente numéricos que se adapten a la singularidad, lo que incrementa el costo computacional. Cuando la fuente y el elemento influencia están alejado, la función de Green no cambia tan bruscamente y es posible realizar la integración numérica fácilmente. Esta característica es comúnmente usada en programas de BEM para acelerar los cálculos.

## Comparación con otros métodos
El método de elementos de frontera es en ocasiones más eficiente que otros métodos, incluyendo elementos finitos, en términos de recursos computacionales para problemas donde hay una razón superficie/volumen baja. Conceptualmente, trabaja construyendo una "malla" sobre la superficie modelada. Sin embargo, para muchos problemas el método de elementos de frontera es significativamente menos eficiente que los métodos de discretización de volumen (Método de los elementos finitos, Método de diferencias finitas, Método de volúmenes finitos).
Las formulaciones de elementos de frontera típicamente dan como resultado matrices que están completamente pobladas. Esto significa que los recursos de almacenamiento y tiempo computacional tienden a crecer proporcionalmente al cuadrado del tamaño del problema. En contraste, las matrices de elementos finitos son típicamente bandeadas (los elementos son sólo localmente conexos) y las necesidades de almacenamiento para este tipo de matrices crece típicamente linealmente con el tamaño del problema. Se pueden usar técnicas de compresión (e.g. expansiones multipolares o almacenamiento jerárquico de matrices) para alivianar estos problemas, el costo es la complejidad que se añade y la utilidad está muy ligada al tipo de problemas que se resuelve y a su geometría.